# Nathalie de Sayn-Wittgenstein-Berleburg
La princesa Nathalie Xenia Margareta Benedikte de Sayn-Wittgenstein-Berleburg (Copenhague, 2 de mayo de 1975) es una jinete danesa que compitió en la modalidad de doma.
Es hija de la princesa Benedicta (hermana de la reina Margarita II) y del príncipe Ricardo de Sayn-Wittgenstein-Berleburg. Tiene dos hermanos, el príncipe Gustavo y la princesa Alejandra.
Participó en dos Juegos Olímpicos de Verano, obteniendo una medalla de bronce en Pekín 2008, en la prueba por equipos (junto con Anne van Olst y Andreas Helgstrand), y el cuarto lugar en Londres 2012, en la misma prueba. Ganó una medalla de bronce en el Campeonato Europeo de Doma de 2001.
Aparte de su carrera como jinete, trabajó como entrenadora del equipo nacional danés de doma entre los años 2017 y 2021.

## Palmarés internacional
| Juegos Olímpicos   | Juegos Olímpicos  | Juegos Olímpicos  | Juegos Olímpicos |
| Año                | Lugar             | Medalla           | Categoría        |
| ------------------ | ----------------- | ----------------- | ---------------- |
| 2008               | Hong Kong (China) | Medalla de bronce | Por equipos      |
| Campeonato Europeo |                   |                   |                  |
| Año                | Lugar             | Medalla           | Categoría        |
| 2001               | Verden (Alemania) | Medalla de bronce | Por equipos      |